# Hugo Berks

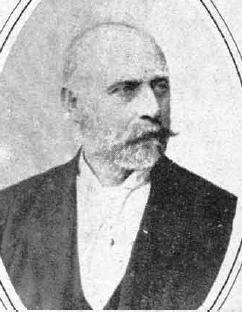
Hugo Berks

Hugo Berks, auch Hugo von Berks oder Hugo Reichsritter von Berks (* 21. Januar 1841 in Ogulin, Kroatien; † 5. April 1906 auf Schloss Reifenstein in der ehemaligen Gemeinde Sankt Georgen an der Südbahn (heute Gemeinde Šentjur), Untersteiermark) war Oberleutnant, Gutsbesitzer und Abgeordneter zum Österreichischen Abgeordnetenhaus.

## Leben
Hugo Berks war Sohn des Offiziers, Oberstleutnants und Bergwerksrepräsentanten Lothar Martin Reichsritter von Berks († 1890). Von 1852 bis 1854 besuchte er ein Kadetteninstitut in Hainburg und von 1854 bis 1856 in Straß. Zwischen 1856 und 1859 war er an der Theresianischen Militärakademie in Wiener Neustadt. Er wurde Offizier, 1859 Unterleutnant, 1866 Oberleutnant, aber schon 1870 wurde er außer Dienst gestellt.
Er war auch Besitzer der Herrschaft Reifenstein und Anderburg (Rifnik) in der Gemeinde Sankt Georgen an der Südbahn. Außerdem war er Teilhaber der Freiherrlichen Gerambschen Silberbergwerke bei Schemnitz in der Slowakei.
Hugo Berks wurde römisch-katholisch geboren, war um 1879 einige Zeit konfessionslos und zuletzt griechisch-orthodox. Im Jahr 1879 heiratete er Marie Madeleine Schirr, geschiedene Gräfin Gourieff, geschiedene Gräfin Stadion († 1892), mit der er einen Sohn hatte, der allerdings jung verstorben ist. Zwei Jahre nach ihrem Tod, im Jahr 1894, heiratete er die Schriftstellerin Mara Čop, verwitwete Lenger-Marlet (1859–1910), mit der er ebenfalls einen Sohn hatte.

## Politische Funktionen
Hugo Berks war vom 27. März 1897 bis zu seinem Tod am 5. April 1906 Abgeordneter des Abgeordnetenhauses im Reichsrat (IX. und X. Legislaturperiode), Kronland Steiermark, Wählerklasse Landgemeinden 9 (Cilli, Franz, Oberburg, Tüffer, Schönstein, Rann, Drachenburg, Lichtenwald). Er war der Nachfolger von Mihael Vošnjak.

## Klubmitgliedschaften
Hugo Berks war ab 1897 Mitglied im Slavischen christlich-nationalen Verband (Slovanska krščanska-narodna zveza). 1901 war er Obmann-Stellvertreter des Slawischen Zentrums. Ab dem 10. Juni 1902 gehörte er dem slowenisch-konservativen Slavischen Verband (Slovanska zveza) an. Ende 1902 war er fraktionslos und ab 26. Mai 1903 war er wieder beim Slavischen Verband.